# Кангос
Кангос (швед. Kangos) — населённый пункт на северо-востоке Швеции. Расположен в коммуне Паяла лена Норрботтен. Население по данным на 2010 год составляет 252 человека; по данным на 2000 оно насчитывало 293 человека.
Деревня была основана в 1630-х годах человеком по имени Симон Хендерссон неизвестного происхождения.

## Население
| Год  | Население |
| ---- | --------- |
| 1970 | 360       |
| 1975 | 302       |
| 1980 | 329       |
| 1990 | 315       |
| 1995 | 299       |
| 2000 | 293       |
| 2005 | 278       |
| 2010 | 252       |

Источник: